# ロッケンベルク
ロッケンベルク (ドイツ語: Rockenberg) は、ドイツ連邦共和国ヘッセン州ヴェッテラウ郡に属す町村（以下、本項では便宜上「町」と記述する）である。

## 地理

### 位置
ロッケンベルクは、ミッテルヘッセンのヴェッテラウ郡北西部に位置する。フォーゲルスベルク山地で湧出したヴェッター川が町内を流れている。ロッケンベルクは連邦アウトバーン A5号線から約 5 km、A45号線からは 約 8 km 離れている。ロッケンベルクは、ライン＝マイン地方の北端の一つに数えられる。ギーセンへ 25 km、マールブルクへ 35 km、フランクフルト・アム・マインへ 40 km の場所にあたる。最寄りの鉄道駅はブッツバッハにある。

### 隣接する市町村
ロッケンベルクは、北はミュンツェンベルク、東はヴェルファースハイム、南はバート・ナウハイムおよびオーバー＝メルレン、西はブッツバッハと境を接している（いずれもヴェッテラウ郡）。

### 自治体の構成
自治体としてのロッケンベルクは、オッパースホーフェン地区とロッケンベルク地区で構成されている。ロッケンベルク地区の人口は 2,297人、オッパースホーフェン地区の人口は 1,940人である（2013年12月現在）。

## 歴史

### 中世

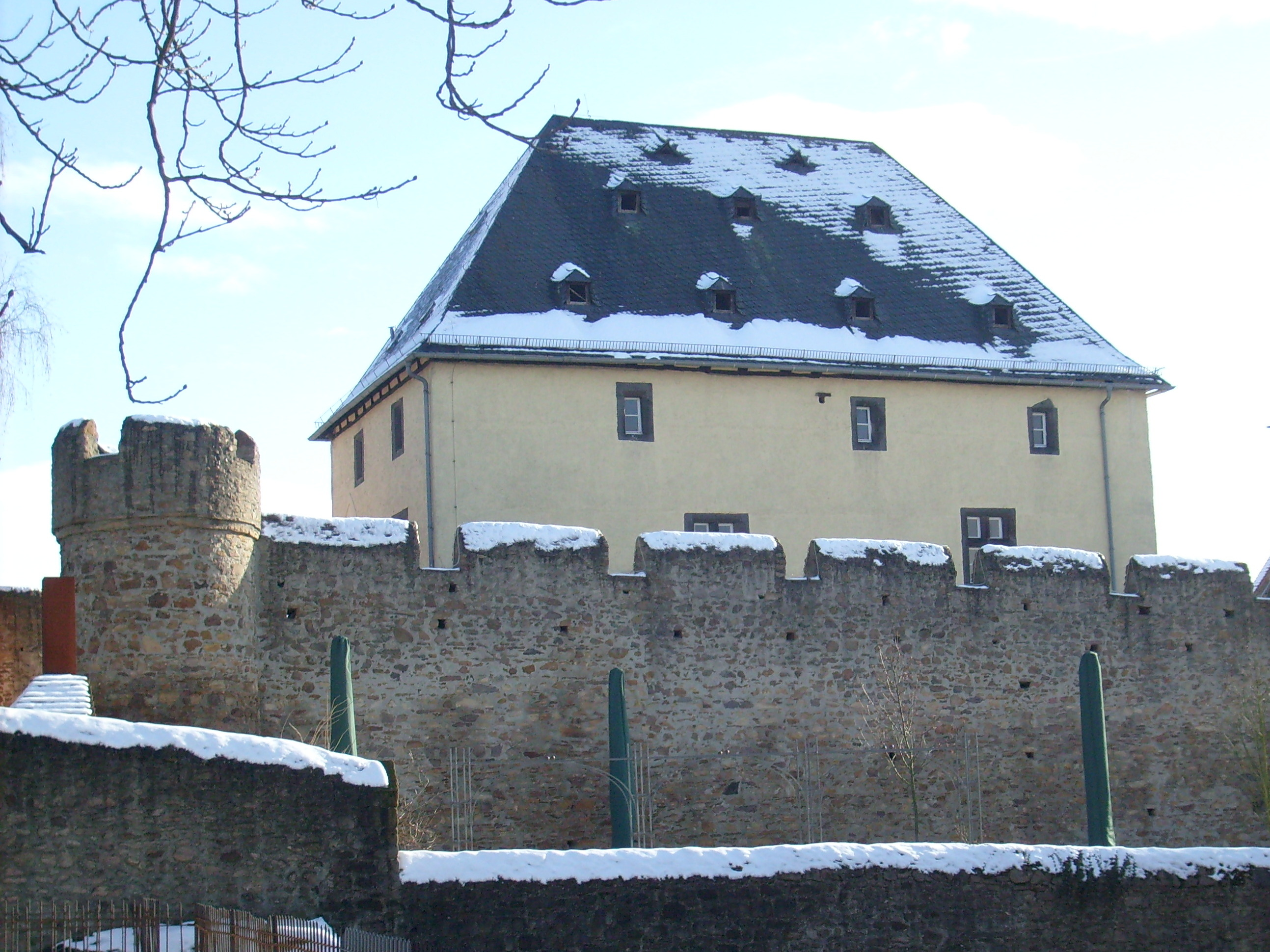
ロッケンベルク城。居館は14世紀に建設されたものである。

ロッケンベルクは、1191年に初めて Roggenberch として文献に記録されている。城は、1150年頃に建設された。中世には、ロッケンベルクはたびたび領主が替わった。1225年まではミュツェンベルク家、その後ファルケンシュタイン家、エップシュタイン家と遷り、1535年からシュトルベルク＝ケーニヒシュタイン伯領となった。さらに1581年からはマリエンシュロス修道院とともにマインツ選帝侯領に属した。

### 19世紀
ナポレオン時代になると環境は根底から変化した。1803年の帝国代表者会議主要決議以降、マリエン修道院は世俗化され、修道女達はここから立ち退きを余儀なくされた。1806年に神聖ローマ帝国が崩壊した後、ロッケンベルクはヘッセン＝ダルムシュタット大公国に編入された。城はヴィーゼンヒュッテン男爵の所有となり、1915年まで農園の管理棟として使われた。1811年に旧マリエンシュロス修道院は牢獄にされた。1847年にロッケンベルクがマイン＝ヴェーザー鉄道で結ばれる計画が、地主たちの抵抗に会い頓挫した。1870年頃から様々な会社によって珪岩の採石場が設けられ、1854年頃に設立されたタバコ工場はコーヒー工場に替わった。

### 20世紀
1906年から、ブッツバッハ＝リッヒャー鉄道の建設が行われた。1913年からロッケンベルクに電灯が灯った。
第三帝国時代にはロッケンベルクの刑務所にも様々な人物の逮捕・投獄が行われた。ドイツ共産党の代議士ヴィルヘルム・ハムマンは、1933年から1938年までこの地に監禁されていた。最も有名な収監者は、1933年に逮捕された労働運動の活動家で社会民主党員のヴィルヘルム・ロイシュナーである。さらに1944年には、反ナチス運動グループ「エーデルヴァイス海賊団」のメンバーの一人ジャン・ユーリヒが逮捕された。1945年3月27日の連合国軍の低空飛行による爆撃で、2棟の建物が全壊、1棟が半壊した。この攻撃で6人が犠牲となった。1945年3月29日にアメリカ軍がロッケンベルクに入った。
1971年12月31日、それまで独立した町村であったオッパースホーフェンが隣接するロッケンベルクと合併した。

## 行政

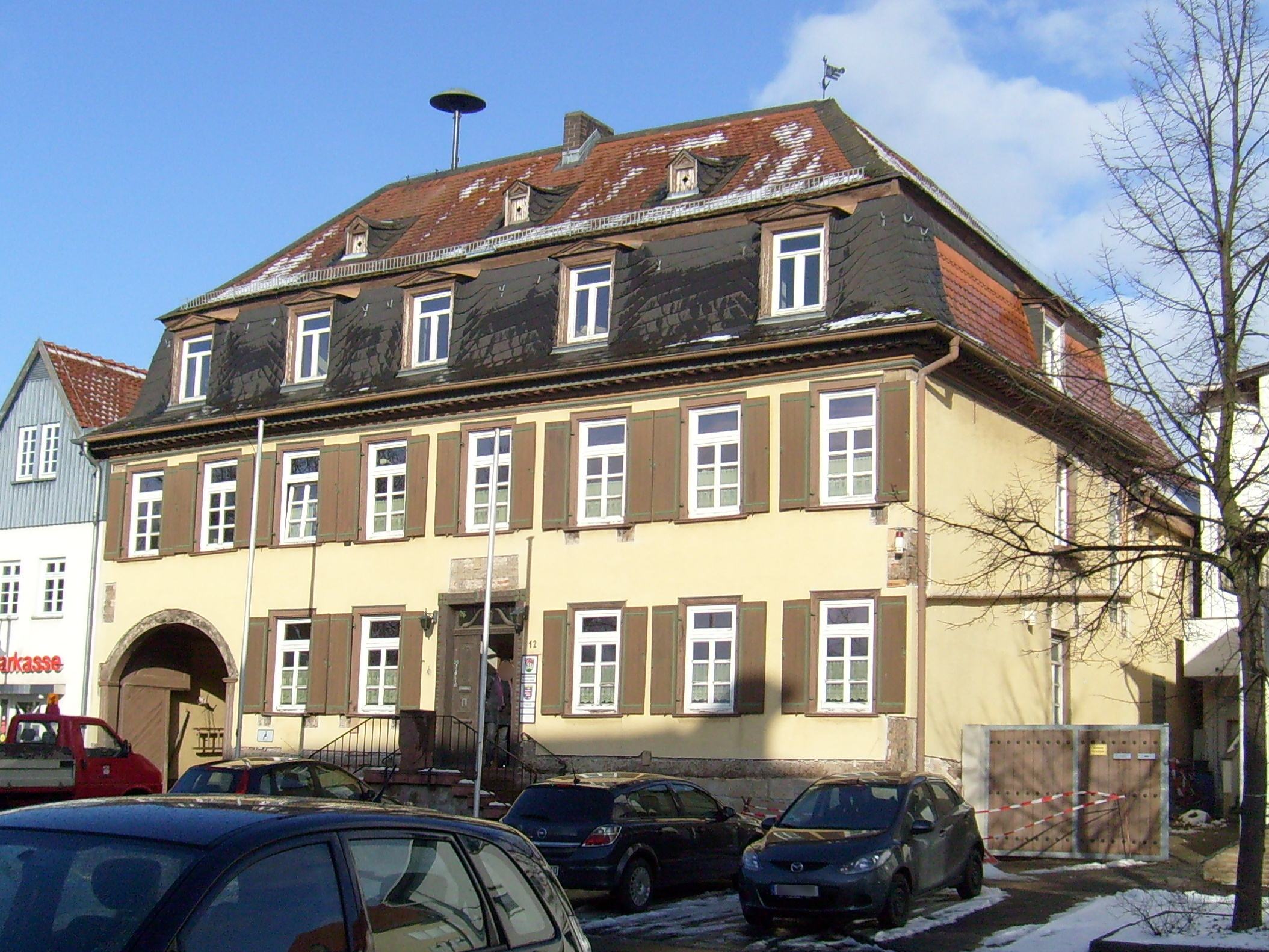
ロッケンベルクの町役場

### 町議会
2011年3月27日の町議会選挙以降、ロッケンベルクの町議会は 23議席で構成されている。

### 首長
無所属のマンフレート・ヴェッツは、2004年1月18日の選挙で 50.4 % の票を獲得して対立候補のカール・マリア・ヴェックラー (CDU) に勝利し、町長に当選した。この選挙の投票率は 69.2 % であった。2009年の選挙では対立候補がなく、89.4 % の信任票を得て再選された。この選挙の投票率は 80.7 % であった。

## 経済と社会資本

### 経済
ロッケンベルクの経済は、中小企業が主である。かつて最重要経済分野であった農業は、現在では従属的な役割しか担っていない。最大の経済ファクターは、19世紀以降存在している刑務所である。多くの住民がライン＝マイン地方やギーセンに通勤している。

### 社会資本
バート・ナウハイム、ミュンツェンベルク、ゼーデル、グリーデルに通じる州道が町内を通っている。ブッツバッハ＝リッヒャー鉄道は、保存鉄道が利用するだけの路線である。ブッツバッハやバート・ナウハイムへはバスの定期路線がある。ロッケンベルクには基礎課程学校「ザントローゼンシューレ」があり、オッパースホーフェンにはその分校がある。幼稚園は両地区にある。この町には、様々な種類の小売店があり、健康福祉分野の施設が多くある。ロッケンベルク地区もオッパースホーフェン地区も新興住宅地が整備され急速に発展しつつある。

## 文化と見所

### 地質・環境

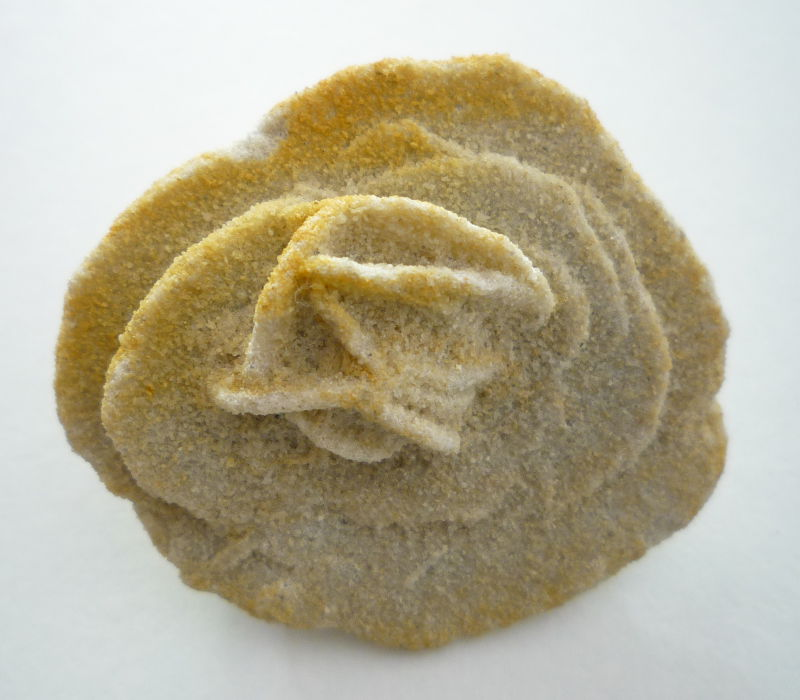
ロッケンベルクで採取された砂漠のバラ

ロッケンベルクの北端に砂地の溝がある。ここは、「砂漠のバラ」の採取地である。「ロッケンベルクの地獄」と呼ばれる一角は、1993年から自然保護区となっている。また、水辺は、1999年からヨーロッパヌマガメの保護地区となっている。このプロジェクトは、フランクフルト動物園とボランティアの生物学者らによって運営されている。この他にロッケンベルク地区にはクロスターヴィーゼン保護区、オッパースホーフェンにはヴィンゲルツベルク保護区がある。

### 建造物
- マリエンシュロス、かつてのシトー会女子修道院、現在は若年者を収監する刑務所となっている。この建物はおそらく、隠修士の庵の後継建造物として建設され、1337年または1338年に女子修道院に改められ、騎士ヨハン・フォン・ベラースハイム（すなわちフォン・ロッケンベルク）とその妻ゲルトルート（すなわちゲーゼレ・フォン・デューデルスハイム）によって寄進された。
- ロッケンベルク城、居館は1317年ころに建設された。
- マインツ選帝侯のワイン醸造所の建物、1719年に城塞に改築された。
- オッパースホーフェンの旧村役場、1725年から1729年に建設された。
- グスタフ＝アドルフ教会、福音主義教会、1908年建造。
- 聖ガルス教会、カトリック教会、1754年建造だが、中世の塔を有している。
- オッパースホーフェンのヴェッター川の橋。
- 旧駅舎、夏季にはヴェッテラウ鉄道愛好会が運行するブッツバッハ＝リッヒャー鉄道を利用した保存鉄道の停車駅として利用されている。

- オッパースハーフェンの旧村役場
- グスタフ＝アドルフ教会
- 聖ガルス教会
- オッパースハーフェンのヴェッター川の橋
- ロッケンベルク駅

### 年中行事
- キリスト昇天祭: ロッケンベルク消防団の春祭り
- 教会開基祭: 10月の第1週末

## 関連図書
- Johann Jakob Gesser: Rockenberg – Ein Wetterauer Dorf im Spiegel der Geschichte. Rockenberg 1950